# Giourkas Seitaridis
Georgios "Giourkas" Seitaridis, řecky Γεώργιος "Γιούρκας" Σεϊταρίδης (* 4. červen 1981, Pireus) je řecký fotbalista. Hraje na pozici obránce.
S řeckou reprezentací získal zlatou medaili na evropském šampionátu roku 2004. Na tomto turnaji byl federací UEFA zařazen do all-stars týmu. Hrál i na Euru 2008 a mistrovství světa roku 2010.
S FC Porto vyhrál roku 2004 Interkontinentální pohár. S Panathinaikosem Athény se stal dvakrát mistrem Řecka (2003/04, 2009/10) a dvakrát vyhrál řecký pohár (2003/04, 2009/10).